# Carcelia talwurrapin
Carcelia talwurrapin là một loài ruồi trong họ Tachinidae.